# ویلنیس
ویلنیس (به هلندی: Wilnis) یک منطقهٔ مسکونی در هلند است که در درونده فینن واقع شده‌است. ویلنیس ۵٬۱۳۰ نفر جمعیت دارد.